# Gabi Zange
Gabriele "Gabi" Zange, född 1 juni 1961 i Crimmitschau, är en tysk före detta skridskoåkare som tävlade för Östtyskland.
Zange blev olympisk bronsmedaljör på 3 000 meter vid vinterspelen 1984 i Sarajevo.